# 九龍巴士90線
九龍巴士90線是香港一條新界區巴士路線，由九龍巴士（一九三三）有限公司營辦，於2022年10月3日起投入服務，來往將軍澳（彩明）和碩門邨，途經將軍澳之尚德邨和將軍澳站後，取道將軍澳隧道、觀塘繞道、大老山隧道往返沙田新市鎮之廣源邨、愉翠苑及沙田第一城，只於星期一至五（公眾假期除外）繁忙時間提供服務，全程收費為$8.8。
值得一提，90這個編號已是第二次使用，第一代90線於1973年7月16日由第一代30線更改編號而成，往來彩虹邨至調景嶺平房區，途經安達臣道石礦場，隨後因調景嶺平房區清拆，原有居民全面遷出而在1996年10月20日起停止服務，現在再重用。

## 歷史
運輸署在「2018－2019年度巴士路線計劃」中建議開辦一條新巴士服務，來往彩明苑至烏溪沙站，途經尚德邨、坑口、寶林、將軍澳隧道、觀塘繞道、大老山隧道、沙田第一城、石門、亞公角及馬鞍山新市鎮，於星期一至五上下午繁忙時間雙向各對開一班，並決定以招標形式遴選營運公司。建議出爐後，區議會認為新路線在將軍澳和沙田繞經多個地區，走線迂迴且未能服務將軍澳山上（即翠林邨和康盛花園一帶）的居民，建議運輸署分拆路線。時任西貢區健明選區區議員梁里指，將軍澳區缺乏來往馬鞍山的巴士線或小巴，如居民要來往兩地只能選擇乘搭港鐵，部分屋苑居民更需乘搭小巴前往港鐵站，整個車程十分費時，希望運輸署可以於2019年中前落實新路線和時間表。
運輸署其後在「2020－2021年巴士路線計劃」中建議分拆相關路線，分別來往烏溪沙站及康盛花園，以及來往碩門邨及彩明苑，前者經新港城、恆安邨、富安花園、亞公角、坑口及寶林，後者經愉翠苑、廣源邨及將軍澳市中心；兩者均於星期一至五上下午雙向各對開一班。但計劃出爐後，部分區議員認為分拆路線會分散資源，要求維持原有走線；但亦有議員認為分拆路線可以提高營運效率，又要求新路線與新巴798線重組服務範圍等。
2022年6月，運輸署把上述兩條路線經營權批給九巴，當中來往碩門邨及彩明苑的路線編號為90，並在同年10月3日起投入服務，而此線的走線亦獲修改，來回程繞經黃泥頭、第一城站及沙田第一城（銀城街）。九巴為隆重其事，特意在開線前一日（即10月2日）安排印上此線的特製全車身廣告巴士和電動巴士停泊於坑口站公共運輸交匯處及烏溪沙站公共運輸交匯處，讓乘客了解相關新服務，並在場送出限量紀念品，並在投入服務當天於彩明公共運輸交匯處和烏溪沙站公共運輸交匯處舉行首航活動，提供道具供乘客於當天與相關全車身廣告巴士拍照留念，並向乘客送出精美禮品。此外，運輸署擬安排此路線在將軍澳－藍田隧道正式通車（通車日期為2022年12月11日）2至3個月後，改經該隧道往返將軍澳，不再途經將軍澳隧道。2025年3月3日：以試辦形式新增07:15由碩門邨開出之班次，直至2025年5月30日。

## 服務時間及班次
90線每個方向於星期一至五繁忙時間在固定時間開出兩班常規班次，星期六、日及公眾假期不設服務，列表如下：
| 將軍澳（彩明）開 | 碩門邨開     |
| ---------------- | ------------ |
| 07:30            | 07:15、07:30 |
| 18:00            | 18:00        |

## 收費
90線全程收費為$8.8，並設有12歲以下小童及65歲或以上長者半價優惠，當中60歲－64歲香港居民、65歲或以上長者與合資格殘疾人士如以指定八達通繳付90線的車資，均可享有長者及合資格殘疾人士公共交通票價優惠計劃提供的$2票價優惠。乘客登車時需以現金或八達通卡繳付車資，不設找贖；而每位成人乘客可免費帶同最多兩名四歲以下而且不佔座位的兒童乘車。此外，乘客亦可透過多元化電子支付系統（e度嘟）繳付車資，乘客使用此付款方式不能享有與非九巴／龍運路線之轉乘優惠，亦不能享有「公共交通費用補貼計劃」及「長者及合資格殘疾人士乘車優惠計劃」。每兩名繳付成人車費的乘客，可攜同一名12歲以下小童或65歲或以上長者免費乘車；而攜同合資格殘疾人士登車並以現金繳付車資的乘客，亦可享半價優惠
90線沿途單向分段收費如下：
| 上車地點＼落車地點 | 碩門邨 | 將軍澳（彩明） |
| ------------------ | ------ | -------------- |
| 大老山隧道起       | $6.0   | $8.3           |
| 將軍澳隧道轉車站起 | 不適用 | $5.6           |
| 愉翠苑起           | $5.0   | 不適用         |

此外，乘客凡以同一張八達通卡於同一星期內（週一至週五）乘搭此路線滿十程，可在指定日期內於沙田市中心巴士總站顧客服務中心免費換領此路線單程車票一張，相關優惠只適用於繳付全程車費之成人及學生八達通使用者；而乘客亦可以九折優惠價於相關顧客服務中心購買十張此路線單程成人車票。

## 行車路線

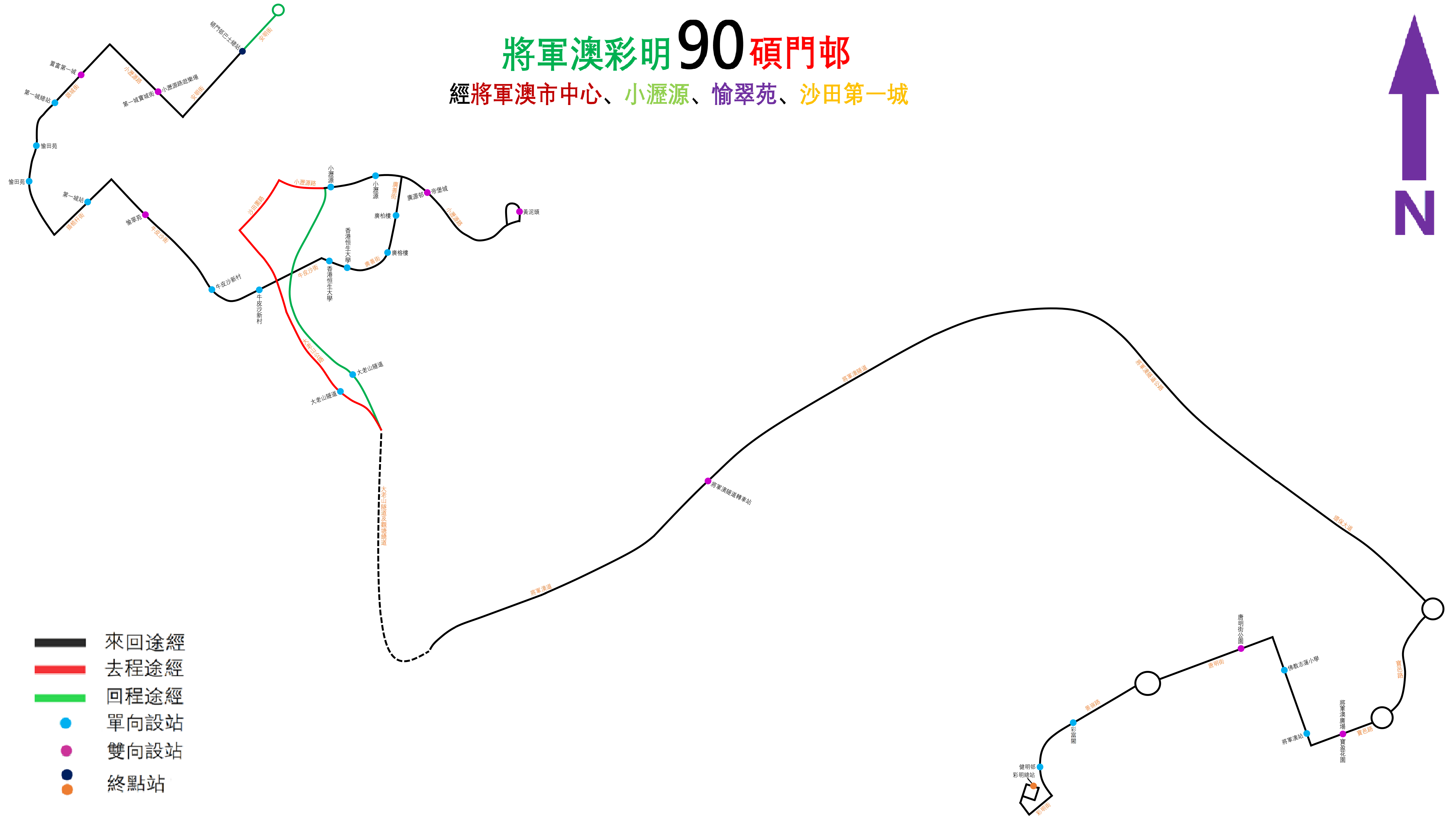
90線之走線圖

90線往碩門邨方向途經彩明街、景嶺路、唐明街、唐俊街、寶邑路、環保大道、將軍澳隧道公路、將軍澳隧道、將軍澳道、觀塘繞道、大老山隧道、大老山公路、沙田圍路、小瀝源路（東行）、黃泥頭公共運輸交匯處、小瀝源路（西行）、廣善街、牛皮沙街、插桅杆街、銀城街、小瀝源路及安明街；往將軍澳（彩明）方向途經安明街（北行）、迴旋處、安明街（南行）、小瀝源路、銀城街、插桅杆街、牛皮沙街、廣善街、小瀝源路（東行）、黃泥頭公共運輸交匯處、小瀝源路（西行）、大老山公路、大老山隧道、觀塘繞道、將軍澳道、將軍澳隧道、將軍澳隧道公路、環保大道、寶邑路、唐俊街、唐明街、景嶺路及彩明街，具體停站請參考資訊框。

## 使用狀況
運輸署在此線投入服務後不久（10月7日）於將軍澳隧道轉車站實地視察，指出此路線於上午往沙田及下午往將軍澳方向的載客率分別約為38%及23%。

## 外部連結
- 香港巴士大典上的相关条目：九巴90線